# Maiale
Siluro a Lenta Corsa (SLC) bylo označení řiditelných torpéd italského královského námořnictva využívaných při diverzních operacích speciálních sil za druhé světové války. Při plavbě na SLC jejich posádka seděla na torpédu obkročmo, jako na koni. Jejich přezdívka Maiale (prase) vznikla tak, že poručík Luigi Durand de la Penne přirovnal plavbu na nich k „rodeu na praseti“. Během svého úspěšného nasazení za druhé světové války Maiale mimo jiné vážně poškodily dvě britské bitevní lodě třídy Queen Elizabeth.
V průběhu války vznikla ještě jejich zdokonalená verze Siluro San Bartolomeo (SSB). Řiditelná torpéda SLC také inspirovala britské královské námořnictvo k nasazení stejně koncipovaných prostředků Chariot.

## Pozadí vzniku

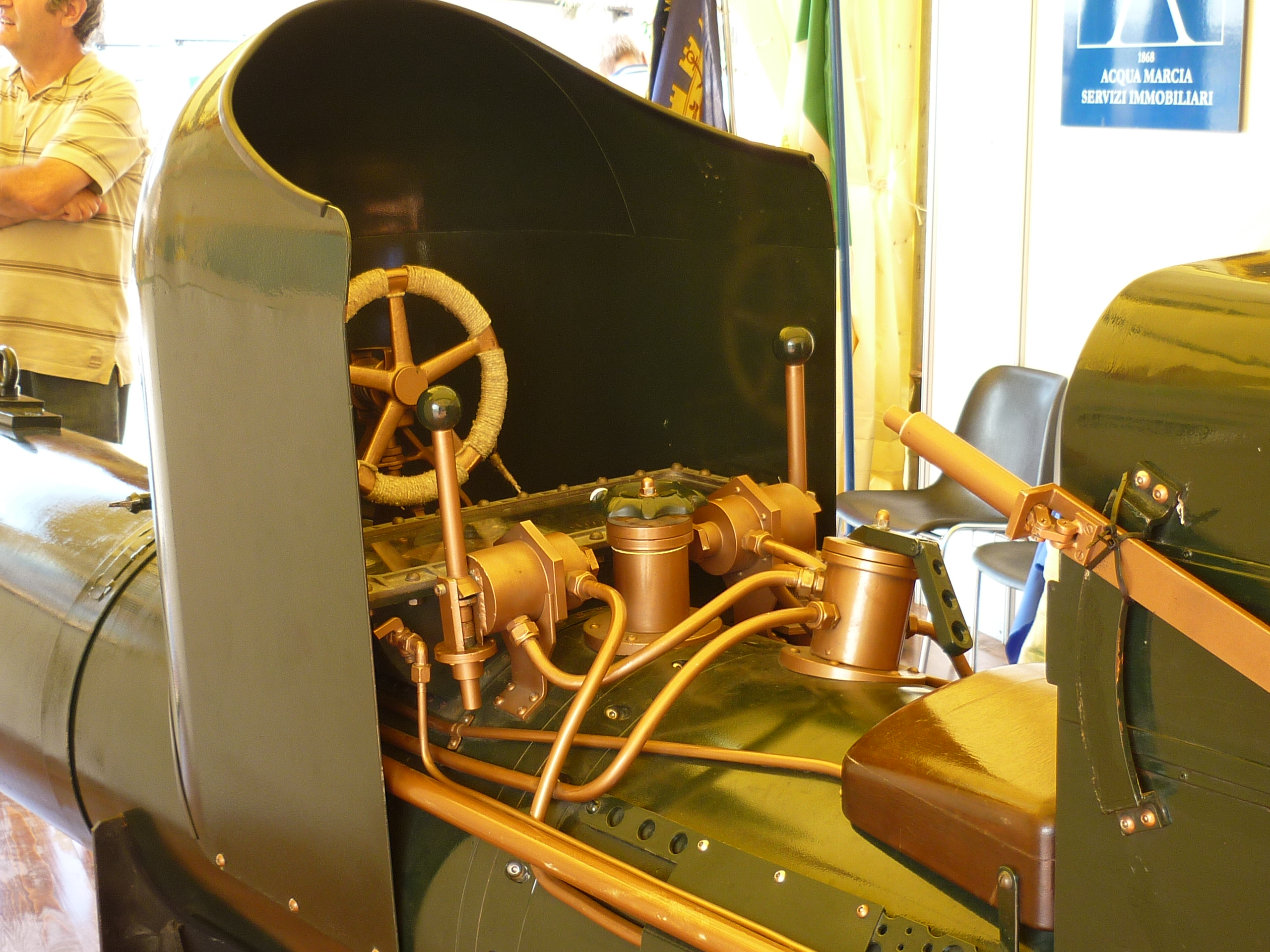
Stanoviště řidiče torpéda SLC

Koncept řiditelného torpéda, tedy velmi malé miniponorky dopravující ke svému cíli žabí muže a výbušnou nálož, italské královské námořnictvo úspěšně použilo na sklonku první světové války. Dne 1. listopadu 1918 dvoučlenná posádka řiditelného torpéda Mignatta (pijavice) pronikla do Puly, kde magnetickou minou potopila dreadnought SMS Viribus Unitis.
Práce na řiditelném torpédu SLC (Siluro a lenta corsa – pomalu plovoucí torpédo), využívajícím koncepci zmíněného typu Mignatta, zahájili v polovině 30. let inženýři ze základny La Spezia Teseo Tesei a Elios Toschi. Cílem bylo získat prostředek oslabení nepřátelského britského a francouzského námořnictva. Úkolem torpéd bylo proniknout s posádkou žabích mužů na nepřátelskou základnu a tam pod nepřátelské plavidlo umístit výbušnou hlavici. Řiditelná torpéda SLC byla vzhledem k jejich malému dosahu do cílové oblasti dopravována v kontejnerech umístěných na palubě ponorek.

## Konstrukce

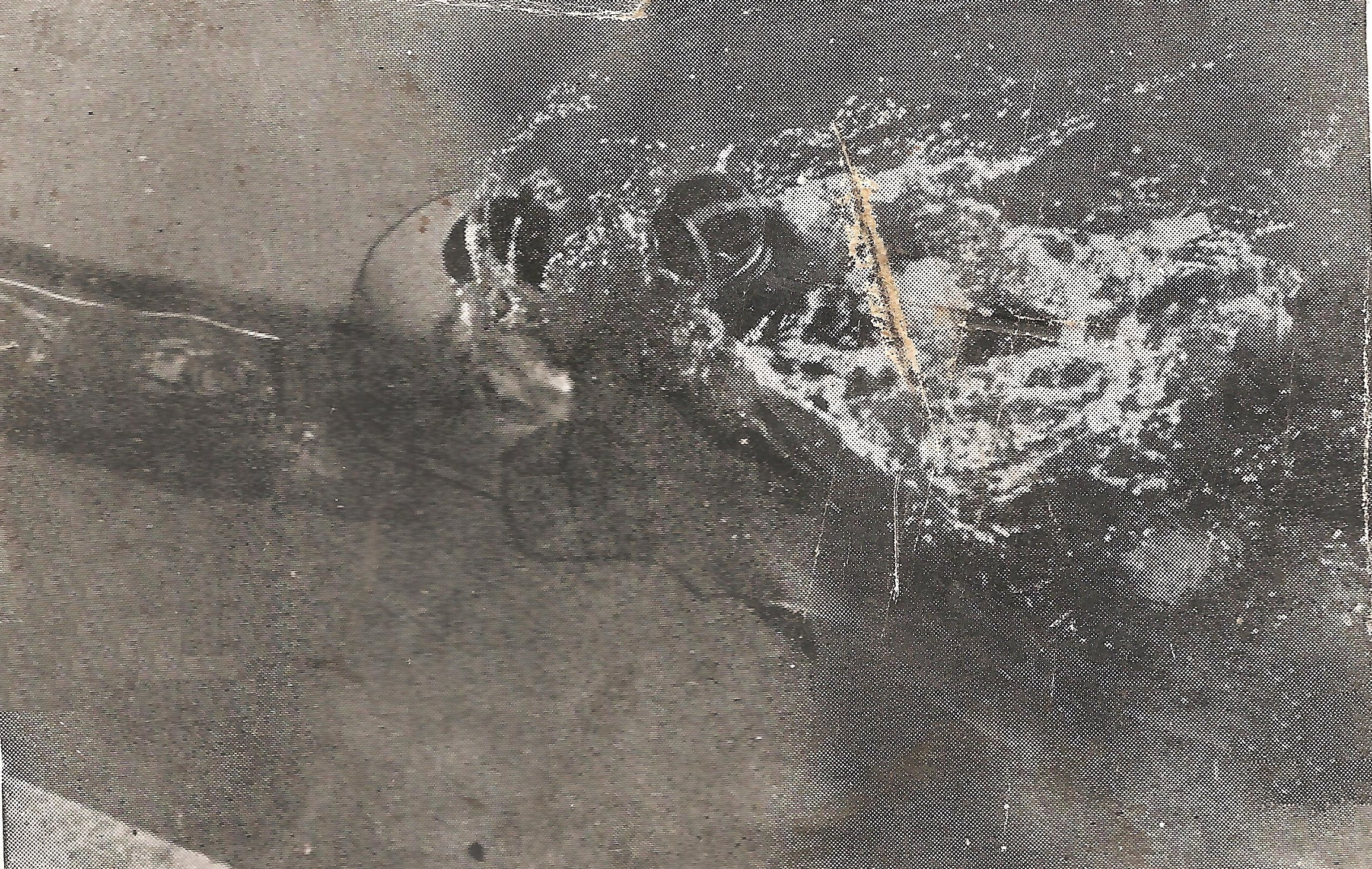
Posádka prostředku SLC

Posádku tvořili dva žabí muži v lehkých skafandrech. Vpředu seděl řidič, který měl k dispozici několik základních přístrojů. Vzadu seděl potápěč, jehož hlavním úkolem byla manipulace s hlavicí. Mezi nimi byly umístěny vyvažovací nádrže a na zádi byly dále uloženy náhradní dýchací přístroje a další vybavení. V přídi byla umístěna hlavice obsahující 300 kg výbušniny, nebo dvě poloviční. Iniciována byla časovým spínačem. Pohonný systém tvořil elektromotor pohánějící jeden lodní šroub. Energii čerpal z akumulátorů. Nejvyšší rychlost dosahovala 4,5 uzlu. Dosah byl 15 námořních mil při rychlosti 2,3 uzlu. Hloubka ponoření byla 30 metrů.

## Služba

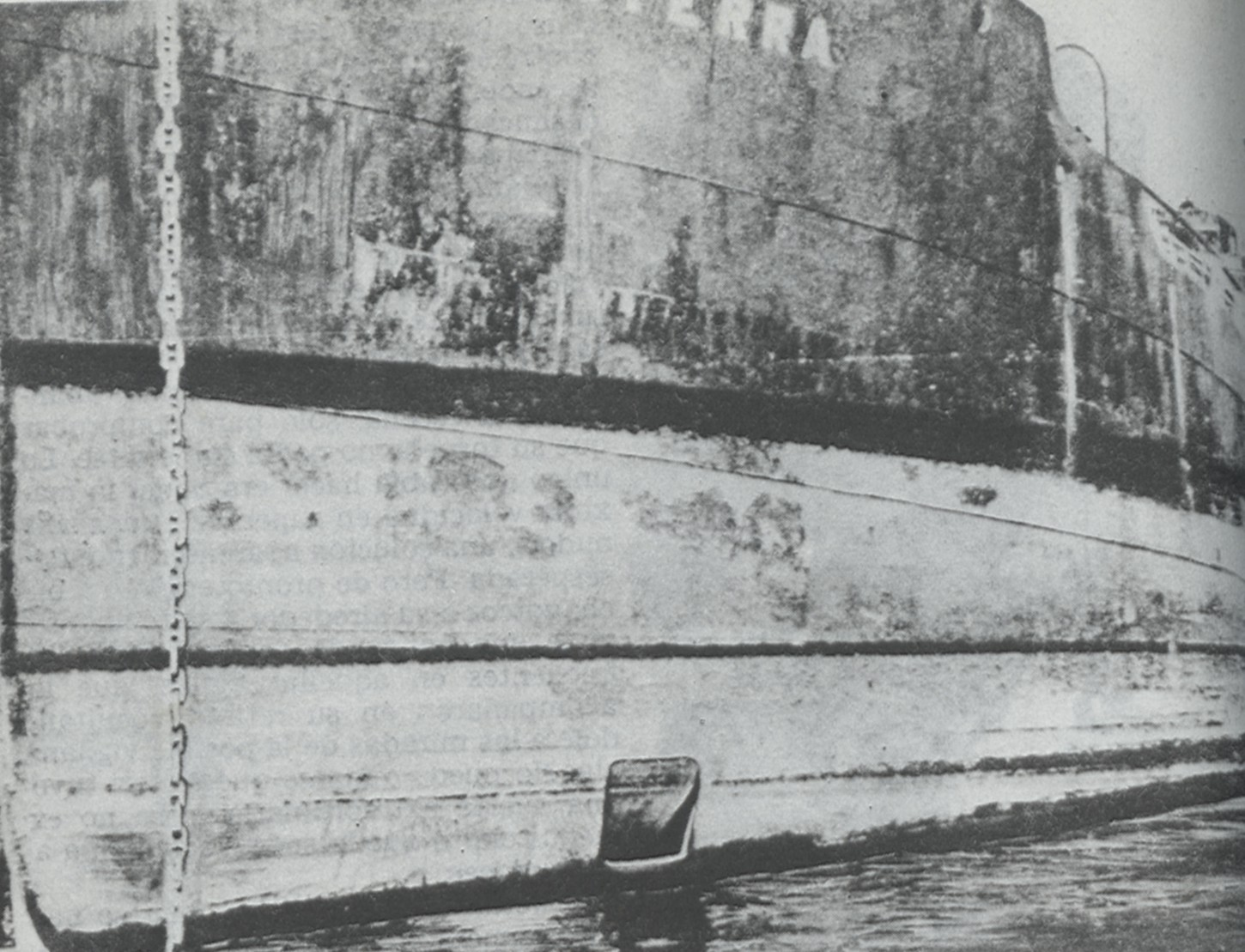
Tajný otvor v trupu obchodní lodě Olterra umožňoval tajné operace řiditelných torpéd Maiale

Za druhé světové války Maiale provozovala italská 10. flotila MAS. Jejich první operace byla naplánována na srpen 1940. Cílem byly britské bitevní lodě kotvící na základně v Alexandrii. Řiditelná torpéda měla na místo přepravit italská ponorka Iride. Před útokem se Iride, motorová loď Monte Gargano a další plavidla shromáždily v zálivu Bomba u Tobruku. Tam je 22. srpna 1940 zaskočil útok tří bombardérů Swordfish z letadlové lodě HMS Eagle. Jak Monte Gargano, tak Iride byly potopeny a operace musela být zrušena.
Druhá operace Maiale proti základně v Alexandrii se uskutečnila v září 1940. Tentokrát je přepravovala italská ponorka Gondar plující z La Spezia. Dne 29. září 1940 byla ponorka objevena torpédoborci HMAS Stuart a HMS Diamond, které ji nakonec donutily k vynoření. Posádka následně ponorku sama potopila. Mezi zajatými byl jeden z konstruktérů Maiale Elios Toschi.
V září a říjnu 1940 Maiale z ponorky Scirè uskutečnily dva neúspěšné pokusy o proniknutí do Gibraltaru. Posádky se vrátily bez úspěchu. Později se Italům podařilo vytvořit utajenou základnu na obchodní lodi Olterra, kotvící v přístavu Algeciras ve španělské části Gibraltarské zátoky. Maiale vyplouvala z tajného vjezdu vytvořeného v trupu pod čárou ponoru. Celkem se jim podařilo poškodit, nebo potopit 11 plavidel.
Dne 19. prosince 1941 byla tři Maiale z ponorky Scirè nasazena do nájezdu na britskou námořní základnu v Alexandrii. Za cenu šesti zajatých potápěčů byly vážně poškozeny britské bitevní lodě HMS Queen Elizabeth a HMS Valiant a také torpédoborec HMS Jervis a tanker Sagona.

## Dochovaný exemplář
- Jeden exemplář SLC je vystaven v Technickém námořním muzeu v La Spezia.[1]
- Jeden exemplář SLC se nachází v historické expozici speciálních italských jednotek COMSUBIN (Comando Raggruppamento Subacquei e Incursori).[6]
- Jeden exemplář SLC je vystaven v Taormině.